# フアン・クルス・マリア
フアン・クルス・マリア（Juan Cruz Mallía、1996年9月11日 - ）は、トップ14スタッド・トゥールーザンに所属するラグビーユニオン選手。

## プロフィール
- アルゼンチン・コルドバ出身。
- ポジションはウィング(WTB)、センター(CTB)。
- 身長 182cm、体重 90kg
- U20アルゼンチン代表に選ばれたことがある[1]。
- アルゼンチン代表キャップは6（2021年4月現在）でワールドカップ2019のアルゼンチン代表に選ばれた[2]。

## 略歴
2018年、ハグアレスに加入。
2021年、トゥールーズに加入。